# بيميكس
بيميكس (Pemex) (والتي هي اختصار نفط المكسيك (بالإسبانية: Petróleos Mexicanos)‏) هي شركة نفطية حكومية تأسست سنة 1938 من تأميم جميع الشركات العاملة في قطاع النفط في المكسيك آنذاك.
بلغت قيمة بيميكس السوقية حوالي 400 بليون دولار، وكانت بذلك ثاني أكبر شركة نفطية عالمية غير معلن عنها سنة 2005؛ وكانت عائداتها السنوية سنة 2009 ثاني أكبر قيمة في أمريكا اللاتينية بعد شركة بتروبراس (شركة نفط البرازيل).